# Синдром взрывающейся головы
Синдром взрывающейся головы (СВГ) — расстройство, в качестве симптомов имеющее нереальные, громкие и кратковременные звуки при засыпании или пробуждении. Данный синдром считается безвредным состоянием, которое не представляет опасности для здоровья и возникает лишь изредка, несмотря на то, что шум может быть пугающим. Иногда наряду со звуком пациенты видят световые вспышки. Боль возникает в крайне редких случаях.
Патогенез до конца не выяснен. К возможным причинам относятся патологии слухового анализатора, судорожные эпизоды, вызванные очагами в височных областях головного мозга, дисфункция нервов или определённые генетические изменения. Потенциальные факторы риска включают психологический стресс. Расстройство классифицируется как нарушение сна или разновидность головной боли. Зачастую остаётся недиагностированным.
Эффективность медикаментозной терапии не доказана, может быть достаточно расслабления. В качестве медикаментозной терапии были опробованы кломипрамин и блокаторы кальциевых каналов. Хотя частота этого состояния изучена недостаточно, предположительно, оно встречается примерно у 10 % людей. Сообщается, что женщины страдают им чаще. Это состояние было впервые описано, по крайней мере, ещё в 1876 году. Современное название вошло в употребление в 1988 году.